# Jaraíz de la Vera (ort)
Jaraíz de la Vera är en ort i Spanien.   Den ligger i provinsen Provincia de Cáceres och regionen Extremadura, i den centrala delen av landet, 180 km väster om huvudstaden Madrid. Jaraíz de la Vera ligger 549 meter över havet och antalet invånare är 6 672.
Terrängen runt Jaraíz de la Vera är lite bergig. Runt Jaraíz de la Vera är det ganska tätbefolkat, med 58 invånare per kvadratkilometer. Närmaste större samhälle är Talayuela, 14,7 km sydost om Jaraíz de la Vera. 